# L'Ennemi public n° 1
L'Ennemi public n° 1 és una pel·lícula franco-canadenca-italiana dirigida per Jean-François Richet i estrenada el 2008 al Festival Internacional de Cinema de Tòquio. La pel·lícula està inspirada en els llibres autobiogràfics de Jacques Mesrine, L'Instinct de mort i Coupable d'être innocent que descriu les seves activitats criminals entre 1973 i 1979. Constitueix la segona part del díptic Mesrine, després de L'Instinct de mort estrenada un mes abans.

## Argument
El 2 de novembre de 1979 a París, el comissari Robert Broussard de la BRI és entrevistat per periodistes preparats per les restes de Jacques Mesrine. Especifica que no hi va haver errors i que l'operació va ser una col·laboració amb l'OCRB.
8 de març de 1973. Jacques Mesrine està en aparició immediata i és interrogat sobre diversos còmplices, com ara Michel Ardouin, amb qui va cometre diversos robatoris. Es presenta davant d'un jutge a Compiègne, però aconsegueix fugir després de prendre com ostatge al jutge gràcies a una arma amagada al lavabo per Ardouin, que després el recull en un cotxe. Ferit per un tret, Mesrine es refugia en una casa del camp on un còmplice anomenat Robert li diu que el seu pare està greument malalt. Disfressat, va al seu llit a l'hospital. Jacques el deixa després d'un retrobament emotiu. Durant el funeral del seu pare, la policia vigila l'escena.
Setembre de 1973. Mesrine i Ardouin coneixen un antic boxejador a qui contracten com a xofer per a un robatori bancari. Però el vehicle, robat per a l'ocasió, és detectat per una patrulla policial. Esclata un tiroteig, seguit d'una persecució pels carrers de París. Jacques i Michel aconsegueixen escapar al metro. Discuten sobre l'elecció del conductor que Jacques havia aprovat i van per camins separats.
Més tard, el comissari Broussard i els seus homes envolten l'edifici de Mesrine, que està al llit amb la seva xicota. El comissari convoca el lladre a rendir-se. Aquest últim li demana un favor abans de detenir-lo. Mesrine finalment es rendeix, però fa un espectacle i provoca la policia alliberant xampany. Després va ser empresonat a la presó de la Santé. Darrera les reixes, Mesrine s'enfada per no estar als titulars dels mitjans de comunicació, que es van centrar en Augusto Pinochet. Aleshores, el lladre comença a escriure una autobiografia molt ficticia, L'Instinct de mort. Publicada l'any 1977, l'obra va provocar la ira del seu advocat i va interessar la justícia perquè Mesrine va anunciar nombrosos crims. A la sala de visites, llavors troba la seva filla Sabrina, ara adolescent. Li demana notícies dels seus germans Boris i Bruno i sembla molt emocionat de no poder veure més els seus fills fora de la presó.
Mesrine participa llavors en un judici, on va ser jutjat al costat de còmplices com Michel Ardouin i Michel Grangier. Torna a fer un espectacle i provoca el jutge, el fiscal general i el comissari Broussard, sota els ulls de la seva filla Sabrina. Mesrine fa riure la gent de l'habitació i fa veure que roba els bancs que, segons ell, roben molt més que ell. Fins i tot anuncia que es tornarà a escapar. Aleshores va ser condemnat a 20 anys de presó.
Març de 1978. A la presó de La Santé, Mesrine coneix François Besse, un altre especialista en fugides. Mesrine és respectat per tothom allà i els guàrdies fins i tot l'anomenen «Monsieur Jacques». Gràcies als còmplices i al seu advocat que li van proporcionar armes, Mesrine aconsegueix escapar amb Besse i un altre reclus, que finalment és mort a trets.
Temps després, a Deauville, Mesrine i Besse es fan passar per agents de policia d'una comissaria per conèixer els números que hi ha. Després van al casino on pretenen investigar el tràfic de billets falsificats. Aleshores obliguen el director a obrir la caixa forta. Besse rep un tret a la cama durant un tiroteig amb la policia. El cotxe que van robar per escapar es trenca. Mentre els esquadrons de gendarmeria estan a punt, es refugien amb una família de pagesos a Eure. Aconsegueixen frustrar els talls de carreteres amagant-se al maleter del cotxe de la família. Però tot el país està en alerta i l'exèrcit participa activament en la recerca, sense resultats. De tornada a París, Mesrine coneix Sylvia Jeanjacquot, que ràpidament es converteix en la seva xicota.
Juliol de 1978. Jacques Mesrine és entrevistat per un periodista, a canvi d'una gran quantitat de diners. Un fotògraf immortalitza l'intercanvi on provoca com sempre. Aleshores va anunciar que volia tancar els districtes d'alta seguretat francesos.
Refugiat a Londres amb Sylvia i Mesrine, François sembla cada cop més en desacord amb els projectes de Jacques i les seves noves idees revolucionàries. Així, François no participa en el segrest d'un ric propietari, Henri Lefèvre, a Sarthe el juny de 1979 (Henri Lelièvre en realitat). Amb el seu còmplice, Mesrine sap que François havia estat arrestat a Bèlgica.
Inspirat per les Brigades Roges, Mesrine està cada cop més polititzat i rebel. Aquell a qui la premsa anomena "enemic públic número 1" torna a connectar amb Charlie Bauer, un revolucionari de l'extrema esquerra, es va reunir al QHS. El setembre de 1979, els dos homes van organitzar una reunió amb Jacques Dallier (Jacques Tillier en realitat), periodista del setmanari de l'extrema dreta Minute. Mesrine apallissa el periodista, que l'havia denigrat en els seus articles, i el deixa per mort. Mesrine fa fotos i les envia a la premsa. La tensió arriba aleshores al seu màxim al voltant de Sylvia i Jacques. Aquest últim, sent que l'amenaça arriba, grava un missatge en un casset d'àudio per a la seva xicota («Si estàs escoltant aquest casset, és perquè estic en una cel·la de la qual no hi ha escapatòria.»).
El 2 de novembre de 1979, el comissari Broussard i els seus homes van vigilar de prop la Sylvia i Jacques. Malfiant, la parella va sortir amb cautela de casa seva a rue Belliard i després va pujar a bord del BMW 528i de Mesrine. El BIS ha creat una força policial important. La policia segueix la parella fins a la Porta de Clignancourt on els homes estacionats a la part posterior d'un camió cobert  disparen nombroses vegades contra Mesrine, que va morir a l'instant. Sylvia és ferida però se salva, quan Broussard arriba a l'escena.

## Repartiment
- Vincent Cassel : Jacques Mesrine
- Mathieu Amalric : François Besse, dit l'« Anguille »
- Ludivine Sagnier : Sylvia Jeanjacquot
- Samuel Le Bihan : Michel Ardouin, dit el « Porte-avions »
- Anne Consigny : l'advocat de Mesrine
- Olivier Gourmet : el comissari Broussard
- Gérard Lanvin : Charlie Bauer
- Georges Wilson : Henri Lefèvre (inspirat en Henri Lelièvre)
- Michel Duchaussoy: pare de Mesrine
- Myriam Boyer: mare de Mesrine
- Fanny Sidney: la filla de Mesrine als 16 anys
- Alain Fromager: Jacques Dallier (inspirat en Jacques Tillier)
- Laure Marsac: la periodista
- Hervé Laudière: Daniel, el pagès d'Eure
- Françoise Le Plénier: dona de Daniel
- Antoine Chopin: fill de Daniel
- Arsène Mosca: Jojo, un policia
- Jérôme Boyer: un policia de presa
- Nicolas Abraham: Grangier
- Christophe Vandevelde: Gégé, un agent de policia
- Luc Thuillier: el comissari de l'OCRB (Lucien Aimé-Blanc en realitat)
- Pascal Elso: comissari SRPJ
- Isabelle Vitari: la caixera
- Michaël Vander-Meiren: un gendarme a Compiègne
- David Seigneur: un gendarme a Compiègne
- Alain Doutey: el president de la cort de Compiègne
- Joseph Malerba: Robert
- David Bursztein: el franctirador classificat
- Héléna Soubeyrand: l'amiga de la detenció
- Fabrice de La Villehervé: el guardià principal
- Jean-Luc Muscat: un guardià de la salut
- Martial Courcier: el còmplice del segrest
- Christophe Favre: un periodista d'Antenne 2
- Olivier Barthélémy: el company de presó en la fugida a Santé (Carman Rives en realitat)
- Clémence Thioly: “Princesa” Christiane

## Producció
Per interpretar a François Besse, la producció va pensar primer en Benoît Magimel, però aquest es va negar, igual que Guillaume Canet i Romain Duris. Finalment el paper va ser donat a Mathieu Amalric.
Vincent Cassel explica, encara que les pel·lícules se succeeixin, cadascuna té el seu propi estil:
| «                | Tot i que els dos opus respecten la cronologia de la vida de Mesrine, vam sentir, ja durant el rodatge, que serien diferents entre si. Primer canviem d'època: els anys 50 i 60 no s'assemblen en res als 70: no són els mateixos cotxes, la mateixa aparença, la mateixa música, i sobretot no les mateixes mentalitats. Les dues pel·lícules desenvolupen dos temes que es complementen. Si L'Instinct de mort explica la història d'un jove que es busca a si mateix i després es troba a si mateix, L'Ennemi public n°1 explica la història d'un home que sap on es troben les seves eleccions de vida i qui va igualment. La primera és una pel·lícula negra. La segona, en canvi, seria més aviat un thriller psicològic, la paranoia d'un noi que intuïtivament sap com acabarà tot. | » |
| — Vincent Cassel | |   |

El rodatge té lloc a París (rue Stephenson, rue de Jessaint, rue de Timbouctou, rue d'Aubervilliers, boulevard de la Villette, Stalingrad, rue Jean-Dolent, rue de la Santé, rue Belliard, rue du Mont-Cenis, boulevard Ornano), Val-d'Oise (Luzarches), al Calvados (Deauville) a l'Oise (Compiègne).

## Crítiques
A l'agregador de ressenyes Rotten Tomatoes, la pel·lícula obté un 81 % d’opinions favorables per a 89 ressenyes. A Metacritic, obté una puntuació mitjana de 7,2/10 per a 18 ressenyes.
A França, el lloc Allociné ofereix una valoració mitjana de 3,9/5 basat en la interpretació de ressenyes de 25 títols de premsa.

## Taquilla
| País         | Núm entrades | Data                              |
| ------------ | ------------ | --------------------------------- |
| França       | 1.522.976    | 14 de gener de 2019 (8 setmanes)  |
| Bèlgica      | 34.194       |                                   |
| Itàlia       | 14.519       |                                   |
| Estats Units | 275.387 $    | 7 de febrer de 2011 (24 setmanes) |
| Mundial      | 15.283.313 $ |                                   |

## Reconeixements
Festival Internacional de Cinema de Tòquio —  Octubre 2008: premi al millor actor a Vincent Cassel a la saga Jacques Mesrine
 Globe de cristal 2009 : 
- Globe de cristal al millor actor a Vincent Cassel
- Globe de cristal a la millor pel·lícula

 34a cerimònia dels Premis César :
La saga Jacques Mesrine està nominada en nou categories: millor actor, millor pel·lícula, millor director, millor adaptació, millor música escrita per a pel·lícula, millor fotografia, millor escenografia, millor muntatge. Va guanyar:
- César al millor so: Jean Mimondo, Gérard Hardy, Alexandre Widmer, Hervé Buirette
- César al millor director per Jean-François Richet
- César al millor actor per a Vincent Cassel